# 37 Lyncis
37 Lyncis är en gulvit stjärna i huvudserien i stjärnbilden Stora björnen. Trots sin Flamsteed-beteckning tillhör den inte Lodjurets stjärnbild. Den ligger på gränsen mellan stjärnbilderna och fick byta tillhörighet vid översynen av gränser mellan stjärnbilderna år 1930 och benämns sedan bytet av stjärnbild ofta HD 80290.
Stjärnan har visuell magnitud +6,11 och är knappt synlig för blotta ögat vid god seeing. Den ligger på ett avstånd av ungefär 90 ljusår.